# محوطه خادر
محوطه خادر مربوط به سده‌های میانه و متاخر دوران‌های تاریخی پس از اسلام است و در شهرستان مشهد، بخش طرقبه، دهستان شاندیز، ۵۰ متری غرب روستای خادر واقع شده و این اثر در تاریخ ۱۸ اسفند ۱۳۸۷ با شمارهٔ ثبت ۲۴۹۹۱ به‌عنوان یکی از آثار ملی ایران به ثبت رسیده است.